# Libânio
Libânio (em grego: Λιβάνιος; romaniz.: Libánios; ca. 314 - ca. 394) foi um filósofo e professor de retórica adepto da escola sofística. Viveu na época em que um Império Romano decadente estava adotando o Cristianismo, no entanto manteve-se fiel ao paganismo helênico. Falava o grego como língua materna.
Nasceu no berço de uma família conhecida pela cultura, que outrora gozara de considerável influência em Antioquia. Aos quatorze anos apaixonou-se pela retórica, e à esta disciplina devotaria sua vida. A exemplo de muitos pagãos do século IV, Libânio retirou-se da vida pública e voltou-se ao invés à erudição. Estudou em Atenas e começou a carreira em Constantinopla como tutor privado, no entanto seria exilado a Nicomédia ca. 346 sob a acusação (provavelmente falsa) de praticar a magia.
Libânio foi amigo pessoal, e admirador mútuo, do imperador Juliano. Parte de sua correspondência com o soberano sobrevive, na qual Libânio utiliza-se de suas artes de retórica para advogar causas tanto privadas como públicas. Apesar de sua amizade com Juliano, mais tarde receberia o título honorário de "prefeito pretoriano" do militantemente cristão Teodósio I.
Em 349 foi convocado pelo Imperador de Constantinopla para assumir uma cátedra lá, mais tarde ele convenceu o imperador a transferi-lo para a sua cidade natal, Antioquia, onde exercia a função de Sofista oficial da cidade, lá permanecendo até sua morte. Apesar de pagão, entre seus alunos constam vários cristãos famosos, como João Crisóstomo e Basílio de Cesareia, mas também alguns correlegionários como o historiador Amiano Marcelino.